# مضاض شاحب الأوراق
المُضاض الشاحب الأوراق (باللاتينية: Euonymus pallidifolia) نوع نباتي يتبع جنس المُضاض من الفصيلة الحرابية (باللاتينية: Celastraceae).
موطنه تايوان.